# Puchar Świata w Zapasach 2014 – styl wolny kobiet
Zawody Pucharu Świata w 2014 roku w stylu wolnym kobiet odbyły się pomiędzy 15–16 maja w Tokio w Japonii.

## Ostateczna kolejność drużynowa
| Poz. | Państwo           |
| ---- | ----------------- |
|      | Japonia           |
|      | Rosja             |
|      | Chiny             |
| 4.   | Kanada            |
| 5.   | Mongolia          |
| 6.   | Stany Zjednoczone |
| 7.   | Węgry             |
| 8.   | Ukraina           |

## Grupa A
| Grupa A              |
| -------------------- |
| 1. Japonia           |
| 2. Chiny             |
| 3. Stany Zjednoczone |
| 4. Węgry             |

Wyniki:
- Japonia -  Stany Zjednoczone 19-15
- Japonia -  Chiny 25-7
- Japonia -  Węgry 31-5
- Stany Zjednoczone -  Chiny 11-23
- Stany Zjednoczone -  Węgry 28-8
- Chiny -  Węgry 29-6

## Grupa B
| Grupa B     |
| ----------- |
| 1. Rosja    |
| 2. Kanada   |
| 3. Mongolia |
| 4. Ukraina  |

Wyniki:
- Rosja -  Mongolia 24-9
- Rosja -  Ukraina 29-5
- Rosja -  Kanada 22-10
- Mongolia -  Ukraina 31-4
- Kanada -  Mongolia 20-15
- Ukraina -  Kanada 5-31

## Finały
- 7-8  Węgry -  Ukraina 18-17
- 5-6  Mongolia -  Stany Zjednoczone 18-17
- 3-4  Chiny -  Kanada 26-9
- 1-2  Japonia -  Rosja 31-4

## Zawodnicy w poszczególnych kategoriach
| Waga  |                              |                                         |                | 4                 | 5                       | 6                             | 7                | 8                  |
| ----- | ---------------------------- | --------------------------------------- | -------------- | ----------------- | ----------------------- | ----------------------------- | ---------------- | ------------------ |
| 48 kg | Eri Tōsaka                   | Walerija Czepsarakowa Jelena Wostrikowa | Sun Yanan      | Jessica MacDonald | Erdensüchijn Narangerel | Victoria Anthony Alyssa Lampe | Mercédesz Dénes  | Iłona Semkiw       |
| 53 kg | Saori Yoshida Nanami Irie    | Marija Gurowa Natalja Małyszewa         | Zhong Xuechun  | Vanessa Brown     | Erdenczimegijn Sum’jaa  | Helen Maroulis                | Zsanett Egyed    | Julija Błahinia    |
| 55 kg | Kanako Murata Chiho Hamada   | Irina Ołogonowa                         | Guan Yajing    | Jillian Gallays   | Sündewijn Bjambceren    | Kelsey Campbell               | Emese Barka      | Łarysa Skobluk     |
| 58 kg | Risako Kawai                 | Żargałma Cyrienowa                      | Zhou Zhangting | Braxton Stone     | Sücheegijn Cerenczimed  | Allison Ragan                 | Marianna Sastin  | Tetiana Omelczenko |
| 60 kg | Katsuki Sakagami             | Swietłana Lipatowa                      | Han Yingyan    | Michelle Fazzari  | Tungalagijn Mönchtujaa  | Jennifer Page                 | Ramóna Galambos  | Tetiana Ławrenczuk |
| 63 kg | Rio Watari Yurika Itō        | Inna Trażukowa                          | Xi Luozhuoma   | Danielle Lappage  | Oczirbatyn Nasanburmaa  | Elena Pirozhkova              | Gabriella Sleisz | Karyna Stankowa    |
| 69 kg | Sara Doshō Kayoko Kudō       | Natalja Worobjowa                       | Zhou Feng      | Dorothy Yeats     | Badrachyn Odonczimeg    | Veronica Carlson Randi Miller | ----             | Oksana Waszczuk    |
| 75 kg | Kyōko Hamaguchi Mami Shinkai | Jekatierina Bukina Alona Starodubcewa   | Zhang Fengliu  | Erica Wiebe       | Oczirbatyn Burmaa       | Adeline Gray                  | Zsanett Németh   | Kateryna Sassa     |